# Laska z ukrytym ostrzem

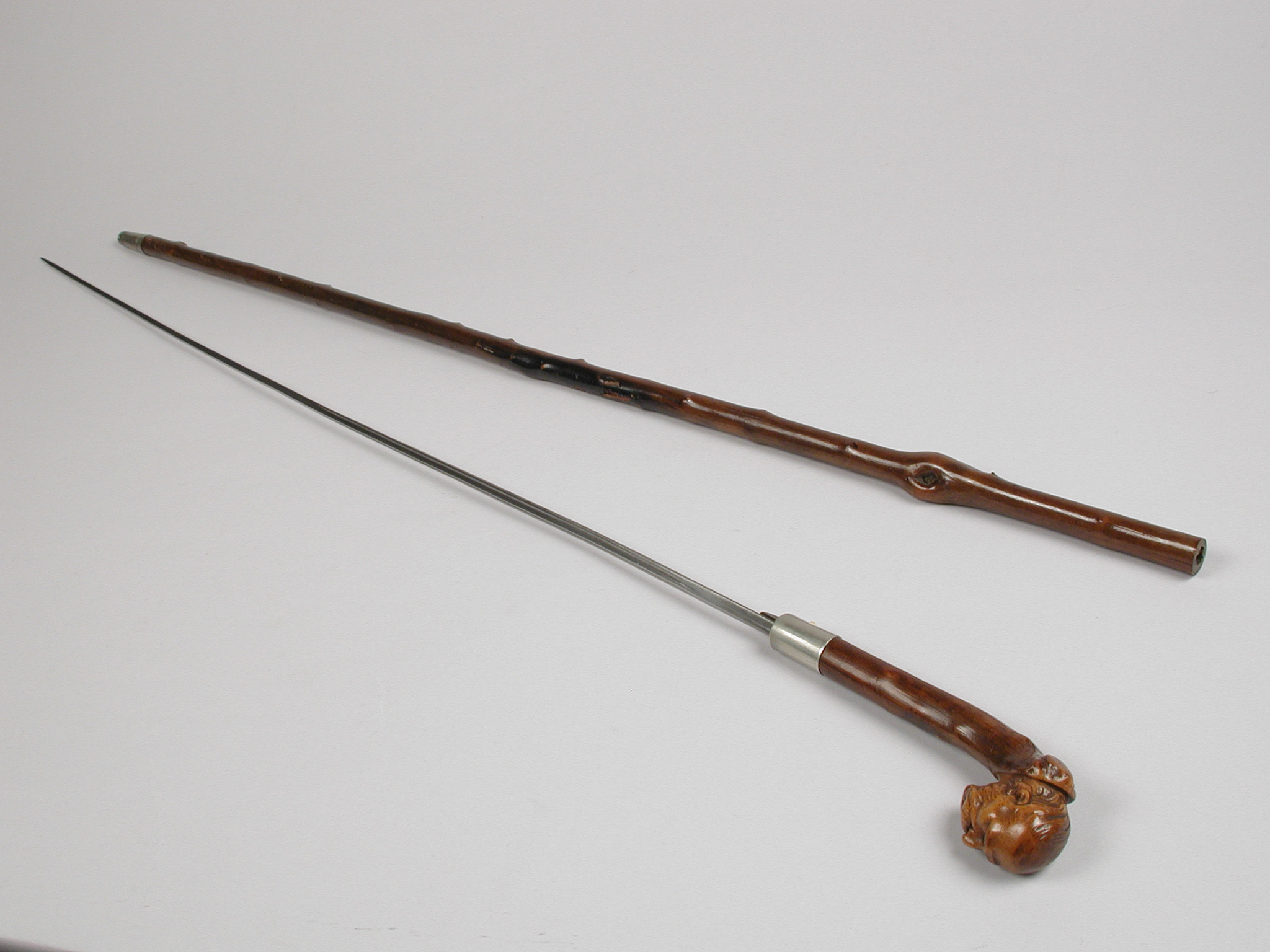
Laska z ukrytą głownią ze zbiorów Museum Rotterdam

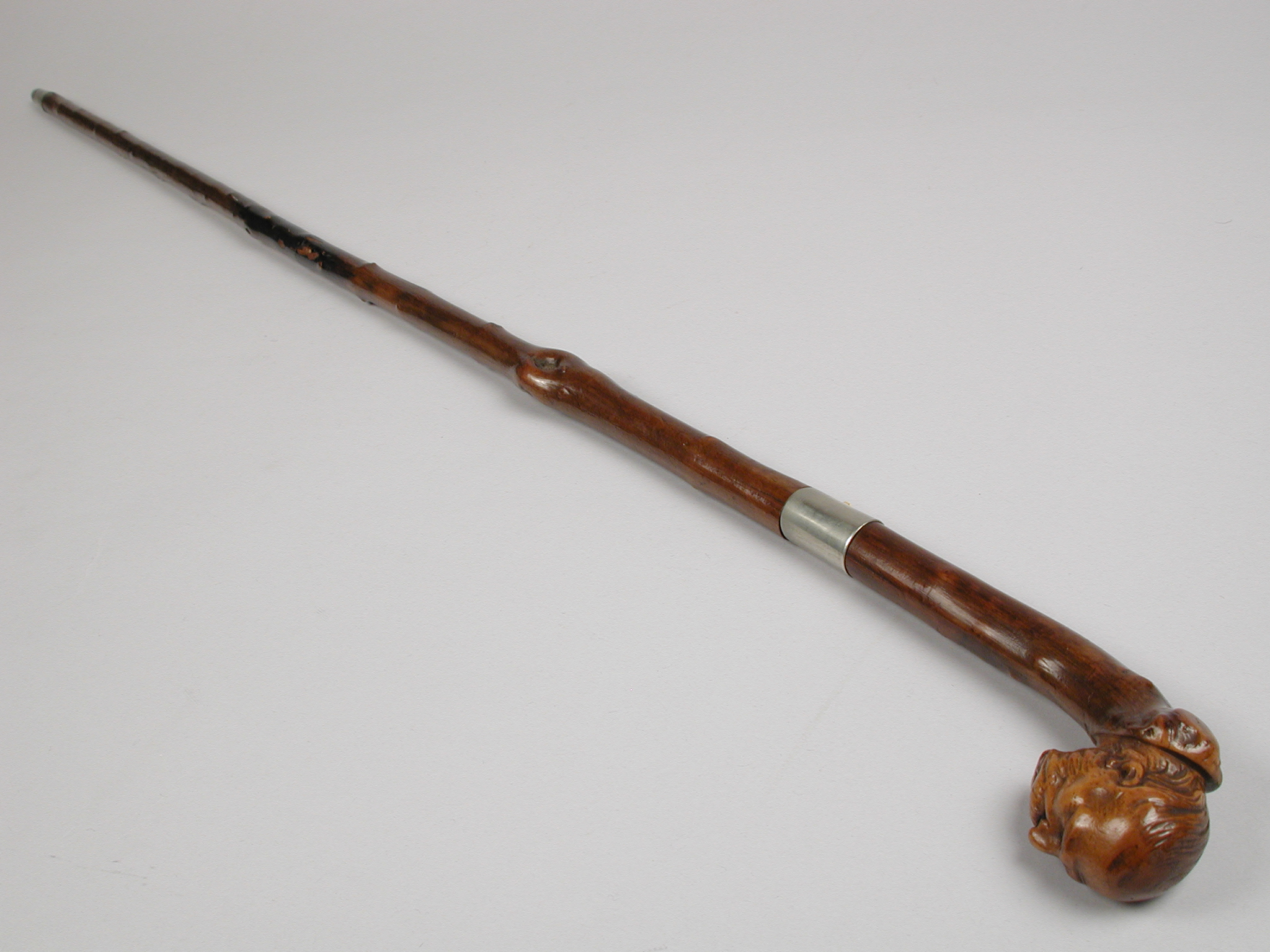
Ta sama laska po włożeniu głowni do pochwy służyła do podpierania się

Laska z ukrytym ostrzem – rodzaj kolnej broni białej w postaci laski, do której rękojeści mocowana jest wąska głownia, ukrywana w pochwie, będącej jednocześnie trzonkiem laski.

## Historia
Walorem laski z ukrytym ostrzem była możliwość wykorzystania do samoobrony przy możliwości skrytego przenoszenia. Używana była szczególnie przez zamożnych obywateli, posiadających przynajmniej podstawową wiedzę z zakresu szermierki. Ponieważ nie wyglądała jak broń (co mogło zaskoczyć ewentualnego napastnika lub ofiarę) jej posiadanie bywało obejmowane restrykcjami. Przykładowo we Francji przed rewolucją lutową 1848 roku władze zakazywały produkowania i używania tego typu lasek. Podobnie w pozostałej części XIX-wiecznej Europy produkcja i sprzedaż lasek tego typu była prawnie zakazana z nielicznymi wyjątkami wydawania specjalnych zezwoleń na ich posiadanie dla podróżnych chcących używać ich do samoobrony.
W opowieściach typu „płaszcza i szpady”, w szczególności w brytyjskich melodramatach epoki wiktoriańskiej laska z ukrytym ostrzem była typową bronią czarnych charakterów, podobnie jak sztylet, trucizna i materiały wybuchowe.
W zbiorach Muzeum Wojska Polskiego w Warszawie znajduje się laska używana przez generała pilota Witolda Urbanowicza. W Polsce w XXI wieku broń tego typu objęta jest prawnymi restrykcjami, a na jej posiadanie wymagane jest pozwolenie na broń.

## Opis
Laska z ukrytym ostrzem była wytwarzana między innymi z drewna i kości słoniowej, ale nie było konkretnych wzorów produkcyjnych. Głownia mogła mieć dowolny kształt, długość i wykorzystany materiał. Po umieszczeniu głowni w pochwie laska, dzięki odpowiedniej konstrukcji i dokładności wykonania, mogła być używana również jako zwyczajna laska.
Analogiczny układ konstrukcyjny znalazł również miejsce wśród broni azjatyckiej: indyjskim gupti i japońskim shimomizue.